# Porphyrinia maraschensis
Porphyrinia maraschensis är en fjärilsart som beskrevs av Ludwig Osthelder 1933. Porphyrinia maraschensis ingår i släktet Porphyrinia och familjen nattflyn. Inga underarter finns listade i Catalogue of Life.